# Podręcznik projektowania architektoniczno-budowlanego
Podręcznik projektowania architektoniczno-budowlanego (niem. Bauentwurfslehre) – podręcznik autorstwa niemieckiego architekta prof. Ernsta Neuferta. Pierwsze wydanie książki miało miejsce w 1936 roku i jest wznawiane (z poprawkami) do dziś. W roku 2009, ukazało się 39 wydanie podręcznika. Po śmierci autora, kolejne wydania opracowywane są pod kierownictwem syna Ernsta – Petera Neuferta. Książka została przetłumaczona na kilkanaście języków świata i jest uznanym kompendium wiedzy, w kręgach studentów, planistów, architektów i projektantów. Książka ukazała się w łącznym nakładzie około 800 tysięcy egzemplarzy, co czyni ją jedną z najpopularniejszych pozycji traktujących o zagadnieniach architektonicznych w XX wieku.
Dzieło obejmuje całokształt wiedzy niezbędnej do zaprojektowania różnego rodzaju obiektów architektonicznych, wraz z otoczeniem. Zawiera podstawowe dane, począwszy od ergonomii środowiska ludzkiego i specyficznych wymagań różnych obiektów budowlanych, aż do uwag o charakterze ogólnym. Zawiera zbiór norm, pomiarów i wymaganych odległości, użytecznych w pracy projektanta. Dzieło charakteryzuje bogata szata graficzna, oraz tabelaryczne zestawienie informacji.

## Wydania polskie
W Polsce podręcznik ukazał się nakładem Wydawnictwa Arkady. Pierwsze polskie wydanie: 1980 r. Aktualne polskie wydanie: 2009 r. (wznowienie wersji z 2007 r.)